# Giulio Rinaldi
Giulio Rinaldi, né à Anzio le 13 février 1935 et mort dans la même ville le 16 juillet 2011, est un acteur et un boxeur italien qui a été champion d'Europe dans les rangs professionnels en poids mi-lourds.

## Biographie
Giulio Rinaldi a représenté l'Italie aux jeux olympiques d'été de 1956 à Melbourne en s'inclinant en quart de finale face au futur médaillé d'or, le russe Gennady Chatkov.
En 1957, il devient professionnel et en 1960, il bat le champion du monde en titre des poids mi-lourds Archie Moore dans un combat sans titre en jeu à Rome. Moore remporte la revanche à New York avec le titre en jeu. Ensuite, Rinaldi remporte le titre européen des mi-lourds le 28 septembre 1962, battant l’écossais Chic Calderwood. Il le conserve, avec une pause entre 1964 et 1965, jusqu'en mars 1966 et une défaite contre Piero Del Papa.
Rinaldi se retire de la boxe en 1970 après un combat perdu pour le titre national contre Domenico Adinolfi. En 67 combats, son bilan est de 44 victoires, 16 défaites, 5 nuls et 2 sans décisions.
Au cinéma, il a tourné dans quelques films comme Nos maris (I nostri mariti) (1966) et I due assi del guantone (1971).

## Filmographie partielle
- 1961 : Maurizio, Peppino e le indossatrici de Filippo Walter Ratti
- 1966 : Nos maris (I nostri mariti), épisode Il marito di Attilia, de Dino Risi
- 1971 : I due assi del guantone de Mariano Laurenti
- 1976 : Luna di miele in tre de Carlo Vanzina